# Réserve sauvage de Bay du Nord
La réserve sauvage de Bay du Nord (anglais : Bay du Nord Wilderness Reserve) est une réserve sauvage de Terre-Neuve-et-Labrador créée pour protéger la plus grande harde de caribou des bois de l'île de Terre-Neuve.
La rivière Bay du Nord, qui a donné son nom à la réserve, y prend sa source près du Mont Sylvester.